# Spengler Cup 1990
Der Spengler Cup 1990 (französisch Coupe Spengler 1990) war die 64. Auflage des gleichnamigen Wettbewerbs und fand vom 26. bis 31. Dezember 1990 im Schweizer Luftkurort Davos statt. Als Spielstätte fungierte das dortige Eisstadion.
Es siegte der HK Spartak Moskau, der durch einen 8:3-Sieg im Finalspiel über das Team Canada das Turnier gewann. In der Qualifikation hatten die Kanadier die Partie noch knapp mit 3:2 für sich entschieden. Es war der fünfte Turniererfolg Spartaks nach 1980, 1981, 1985 und 1989. Der Gastgeber HC Davos nahm nicht am Turnier teil und wurde von Schweizer Seite durch den EHC Kloten vertreten.

## Modus
Die fünf teilnehmenden Teams spielten zunächst in einer Einfachrunde im Modus «jeder gegen jeden», so dass jede Mannschaft vier Spiele bestritt. Die beiden punktbesten Mannschaften nach Abschluss der zehn Qualifikationsspiele ermittelten schliesslich in einer zusätzlichen Partie den Turniersieger.

## Turnierverlauf

### Qualifikation
| Dezember 1990 | HK Spartak Moskau | 2:3 (2:0, 0:1, 0:2) | Team Canada | Eisstadion, Davos |

| Dezember 1990 | EHC Kloten | 4:7 (2:3, 1:2, 1:2) | Färjestad BK | Eisstadion, Davos |

| Dezember 1990 | EHC Kloten | 1:2 n. P. (0:1, 0:0, 1:0, 0:0, 0:1) | ASD Dukla Jihlava | Eisstadion, Davos |

| Dezember 1990 | Färjestad BK | 2:6 (1:2, 1:3, 0:1) | HK Spartak Moskau | Eisstadion, Davos |

| Dezember 1990 | Team Canada | 5:6 (4:2, 1:0, 0:4) | Färjestad BK | Eisstadion, Davos |

| Dezember 1990 | HK Spartak Moskau | 4:2 (1:0, 1:0, 2:2) | ASD Dukla Jihlava | Eisstadion, Davos |

| Dezember 1990 | EHC Kloten | 2:3 (0:0, 0:3, 2:0) | HK Spartak Moskau | Eisstadion, Davos |

| Dezember 1990 | Team Canada | 3:1 (2:0, 0:1, 1:0) | ASD Dukla Jihlava | Eisstadion, Davos |

| Dezember 1990 | Färjestad BK | 7:4 (3:1, 2:2, 2:1) | ASD Dukla Jihlava | Eisstadion, Davos |

| Dezember 1990 | EHC Kloten | 1:7 (0:2, 0:3, 1:2) | Team Canada | Eisstadion, Davos |

| Pl. |                   | Sp | S | N | Tore  | Punkte |
| --- | ----------------- | -- | - | - | ----- | ------ |
| 1.  | HK Spartak Moskau | 4  | 3 | 1 | 15:09 | 6:2    |
| 2.  | Team Canada       | 4  | 3 | 1 | 18:10 | 6:2    |
| 3.  | Färjestad BK      | 4  | 3 | 1 | 22:19 | 6:2    |
| 4.  | ASD Dukla Jihlava | 4  | 1 | 3 | 09:15 | 2:6    |
| 5.  | EHC Kloten        | 4  | 0 | 4 | 08:19 | 0:8    |

### Final
| 31. Dezember 1990 12:00 Uhr | HK Spartak Moskau | 8:3 (1:0, 4:0, 3:3) | Team Canada | Eisstadion, Davos |